# شهرستان کربن (پنسیلوانیا)
شهرستان کربن، پنسیلوانیا (به انگلیسی: Carbon County, Pennsylvania) شهرستانی در ایالات متحده آمریکا است که در پنسیلوانیا واقع شده‌است.

## خصوصیات
شهرستان کربن ۱٬۰۰۲٫۳۳ کیلومترمربع مساحت دارد.